# Wackelkontakt (Lied)
Wackelkontakt ist ein Lied des deutschen Liedermachers Oimara aus dem Jahr 2024.

## Entstehung und Veröffentlichung
Sowohl die Komposition, als auch der bairische Liedtext stammen vom Interpreten Beni Hafner (Oimara) selbst, zusammen mit den Koautoren Andreas Frei, Niklas Nubel und Matthias Riegler. Frei zeichnete zudem für die Produktion verantwortlich. Die Idee zu dem Lied kam Oimara beim Besuch eines Möbelhauses.
Die Erstveröffentlichung von Wackelkontakt erfolgte am 2. August 2024 als Single. Diese erschien als digitaler Einzeltrack zum Download und Streaming bei den Musiklabels Stereopol Records, Virgin Records und Zeitgeist Records (Katalognummer: 25UMGIM06426). Am 21. Februar 2025 erschien ein Remix von HBz und Luca-Dante Spadafora als digitaler Einzeltrack (Katalognummer: 25UMGIM12473). Eine Woche später erschien ein weiterer Remix von Harris & Ford (Katalognummer: 25UMGIM33408).
Mit dem Lied erfolgte unter anderem ein Liveauftritt zur Hauptsendezeit in der Giovanni Zarrella Show.

## Musikvideo
Das dazugehörige Musikvideo entstand unter der Regie von Marcel Chylla und feierte seine Premiere am 15. Februar 2025 auf der Videoplattform YouTube. Bis Mai 2025 zählte es dort über 9,6 Millionen Aufrufe.

## Rezensionen
Die Frankfurter Allgemeine Zeitung beschrieb den Titel folgenderweise:

„Der Song besticht insbesondere durch seine kühnen Lyrics. Ein Stimmungslied zu beginnen mit dem sperrigen Satz ‚Wär ich ein Möbelstück, dann wär ich eine Lampe aus den Siebzigern‘, muss man sich erst einmal trauen. Dann die Mehrdeutigkeit der Verse: ‚I glüh gern vor, i geh gern aus, mir haut’s die Sicherungen naus.‘ Der Oimara, bürgerlich Beni Hafner, reimt ‚Pietro‘ (Lombardi) auf ‚retro‘ und ‚geht so‘. Und auf den auf AC/DC gemünzten Ausruf ‚Gleichstrom, Wechselstrom, Highway to Hell!‘ folgt die selbstironische Entgegnung eines an Pink Floyd erinnernden (Kinder-)Chors (‚Helle, Helle, da Hellste is er ned‘), die nicht nur als Hommage an Wolfgang Petry (Hölle, Hölle!) gelesen werden kann, sondern den Oimara auch wieder völlig zwanglos zurück zu seinem Lampenthema führt.“

## Kommerzieller Erfolg
Auf der Streaming-Plattform Spotify verzeichnete das Lied bis März 2025 mehr als 53 Millionen Streams. Das Lied zählte in Deutschland innerhalb einer Woche über 16 Millionen Streams, damit ist es der meistgestreamte einheimische Titel innerhalb einer Woche aller Zeiten, lediglich All I Want for Christmas Is You (Mariah Carey) und Last Christmas (Wham!) konnten innerhalb einer Chartwoche mehr Streams verbuchen.

### Chartplatzierungen
Wackelkontakt stieg am 24. Januar 2025 auf Rang 34 der deutschen Singlecharts ein, erreichte drei Wochen später die Chartspitze und konnte sich sechs Wochen dort halten. Es ist der erste Nummer-eins-Hit in Bairisch seit fast 44 Jahren, zuletzt gelang dies der Spider Murphy Gang mit Skandal im Sperrbezirk am 5. April 1982. Darüber hinaus platzierte sich das Lied auch auf Platz eins der deutschsprachigen Singlecharts, im Februar 2025 ebenfalls an der Chartspitze der Breakthrough Artistcharts, am 7. März 2025 auf Rang 15 der New Entry Airplaycharts sowie in der gleichen Chartwoche auf Rang 52 der Airplaycharts.
In Österreich und der Schweiz avancierte Wackelkontakt ebenfalls zum Nummer-eins-Hit. Darüber hinaus erreichte das Lied Rang 14 in den Niederlanden.
| ChartsChartplatzierungen | Höchstplatzierung | Wochen |
| ------------------------ | ----------------- | ------ |
| Deutschland (GfK)        | 1 (… Wo.)         | …      |
| Österreich (Ö3)          | 1 (… Wo.)         | …      |
| Schweiz (IFPI)           | 1 (26 Wo.)        | 26     |

### Auszeichnungen für Musikverkäufe
| Land/Region        | Auszeichnungen für Musikverkäufe (Land/Region, Auszeichnung, Verkäufe) | Verkäufe |
| ------------------ | ---------------------------------------------------------------------- | -------- |
| Deutschland (BVMI) | Platin                                                                 | 600.000  |
| Insgesamt          | 1× Platin ·                                                            | 600.000  |